# Мишуринорізька волость
Мишуринорізька волость — адміністративно-територіальна одиниця Верхньодніпровського повіту Катеринославської губернії.
Станом на 1886 рік — найбільша в повіті, складалася з 12 поселень, 2 сільських громад. Населення 8393 особи (4335 осіб чоловічої статі та 4058 — жіночої), 1068 дворових господарств .
|                     | Площа, десятин | У тому числі орної, десятин |
| ------------------- | -------------- | --------------------------- |
| Сільських громад    | 18216          | 12095                       |
| Приватної власності | 4              | 4                           |
| Іншої власності     | 304            | 164                         |
| Загалом             | 18524          | 12263                       |

Найбільші поселення волості:
- Мишурин Ріг — село над Дніпром в 35 верстах від повітового міста, 4587 осіб, 834 двори, 2 православні церкви, школа, 7 лавок, 6 ярмарків.
- Дніпрово (Кам'янка) — село над Дніпром, 2001 особа, 435 дворів, православна церква, школа, 2 лавки, 2 ярмарки.
- Калужне — село при річці Омельник, 1311 осіб, 285 дворів, православна церква, 2 лавки.

У 1908 році населення зросло до 15634 осіб (8282 чоловіків та 7352 жінки), налічувалось 2785 дворових господарств.